# Hans Ulrich Franck
Pour les personnes ayant le même patronyme, voir Franck.
Hans Ulrich Franck est un peintre et graveur allemand né vers 1590-1603 à Kaufbeuren et mort en 1675 à Augsbourg, père du peintre Franz Friedrich Franck.
Il est réputé pour des gravures illustrant les atrocités de la guerre de Trente Ans.
Son monogramme est un H, un U et un F penché vers la droite, lié en bas au H pour faire le U de Ulrich.